# Høyesterettsjustitiarius
Høyesterettsjustitiarius, även skrivet Høyesteretts justitiarius, är den domare som leder Norges Høyesterett, landets högsta domstol.

## Lista över høyesterettsjustitiarier
- Johan Randulf Bull 1814–1827
- Christian Magnus Falsen 1828–1830
- Jørgen Mandix 1831–1835
- Georg Jacob Bull 1836–1854
- Peder Carl Lasson 1855–1873
- Hans Gerhard Colbjørnsen Meldahl 1874–1877
- Iver Steen Thomle 1878–1886
- Morten Diderik Emil Lambrechts 1887–1900
- Einar Løchen 1900–1908
- Karenus Kristofer Thinn 1909-1920
- Herman Scheel 1920–1929
- Paal Berg 1929–1946
- Emil Stang 1946–1952
- Sverre Grette 1952–1958
- Terje Wold 1958–1969
- Rolv Ryssdal 1969–1984
- Erling Sandene 1984–1991
- Carsten Smith 1991–2002
- Tore Schei 2002–2016
- Toril Marie Øie 2016-